# Castello Ruspoli
Il castello Ruspoli è un'opera architettonica situata nel comune di Vignanello nella Provincia di Viterbo.

## Storia
Nel 1531 papa Clemente VII concesse Vignanello in feudo a Beatrice Farnese. La figlia di questa, Ottavia, sposò Sforza Marescotti, ed il Farnese papa Paolo III confermò il feudo e lo elevò a contea. Il castello venne costruito attorno al 1574 come sede per la famiglia titolare. Nel XVII secolo vennero creati i giardini di stile rinascimentale ad opera di Ottavia Orsini che aveva sposato un membro della famiglia. I giardini ancora oggi presenti sono uno dei migliori esempi in Italia di giardino all'italiana di stile rinascimentale. Al loro interno si trova anche un labirinto. Il castello conserva al pian terreno una cappella dedicata a Santa Giacinta Marescotti, membro della famiglia Ruspoli che venne canonizzata da papa Pio VII nel 1807.
La famiglia Ruspoli, influente nella nobiltà nera della Santa Sede, utilizzò largamente questo feudo che venne implementato per merito di Francesco Maria Marescotti Ruspoli, I principe di Cerveteri e VI conte di Vignanello. Ancora oggi la struttura è di proprietà della famiglia Ruspoli come residenza privata, mentre il restante è aperto al pubblico e disponibile per eventi.

## Apparizioni televisive e cinematografiche
- Nel 2021 sono state girate alcune scene del film Rosaline.[4]
- È una delle location principali della serie televisiva The Decameron.